# Гега Руслан Юрійович
Русла́н Ю́рійович Гега (нар. 5 грудня 1984 — 10 липня 2016) — солдат Збройних сил України, учасник російсько-української війни.

## Життєпис
Народився 1984 року в місті Сквира; шкільні роки пройшли у селищі Зелений Бір (Васильківський район), де закінчив 9 класів. Продовжив навчання в Фастівському центрі професійно-технічної освіти, здобув спеціальність газоелектрозварника. Працював на фермерському господарстві «Полісся» у селі Ставки, проживав у місті Фастів.
У 10 липні 2015 року мобілізований, після проходження військового навчання в Полтаві та Житомирі направлений до 95-ї окремої аеромобільної бригади; солдат, телефоніст.
10 липня 2016 року вранці під час виконання бойового завдання поблизу Новгородського (Торецька міська рада) Руслан загинув — зачепило мінометними осколками (за іншими даними — помер на операційному столі Торецької міської лікарні від больового шоку).
13 липня 2016-го похований у селі Мала Снітинка.
Без Руслана лишилися дружина Гненюк Антоніна Іванівна, син 2006 р.н.,та мама з сестрою.

## Нагороди та вшанування
- указом Президента України № 330/2016 від 11 серпня 2016 року «за особисту мужність і високий професіоналізм, виявлені у захисті державного суверенітету та територіальної цілісності України, вірність військовій присязі» — нагороджений орденом «За мужність» III ступеня (посмертно)[1].
- 10 липня 2017 у Фастові відкрито меморіальну дошку честі Руслана Геги на будинку (вулиця Соборна, 69), у якому він проживав із сім'єю, та навчальному закладі де отримав професію.
- У жовтні 2021 року вулиця Терешкової у селі Мала Снітинка отримала ім'я Руслана Геги.